# قسم جاسب الريفي (مقاطعة دليجان)
قسم جاسب الريفي (بالفارسية: دهستان جاسب) هي منطقة ريفية تقع في قسم في إيران. يقدر عدد سكانها بـ 1,373 نسمة .